# Чипріан Маріка
Чипріа́н Ма́ріка (рум. Ciprian Marica, нар. 2 жовтня 1985, Бухарест) — румунський футболіст, нападник збірної Румунії та «Стяуа».

## Клубна кар'єра
У дорослому футболі дебютував 2001 року виступами за бухарестське «Динамо», в якому провів три сезони, взявши участь у 23 матчах чемпіонату. За цей час двічі виборював титул чемпіона Румунії.
Своєю грою за команду привернув увагу представників тренерського штабу клубу «Шахтар» (Донецьк), до складу якого приєднався в березні 2004 року за 5 млн. євро. Відіграв за донецьку команду наступні три сезони своєї ігрової кар'єри. Більшість часу, проведеного у складі донецького «Шахтаря», був основним гравцем атакувальної ланки команди.

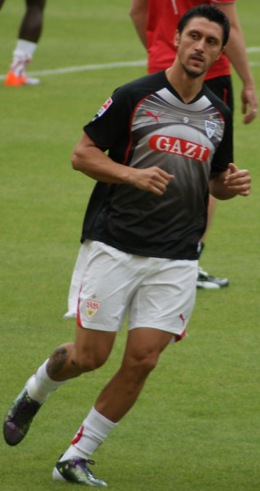
Чипріан Маріка під час виступів за «Штутгарт». 29 серпня 2010 року.

23 липня 2007 року уклав п'ятирічний контракт з «Штутгартом». Граючи у складі «Штутгарта» спочатку здебільшого виходив на поле в основному складі команди, проте у сезоні 2010-11 втратив позиції і став лише третім нападником у команді після Какау та Павла Погребняка, через що зіграв лише у 13 матчах чемпіонату, в яких забив всього 3 голи. Через це 12 липня 2011 року розірвав контракт зі «Штутгартом», який діяв до 30 червня 2012 року, за обопільною згодою.
До складу «Шальке 04» приєднався 28 липня 2011 року на правах вільного агента, уклавши з німецьким клубом дворічний контракт. По його завершенні 1 липня 2013 року знову став вільним агентом.
27 вересня 2013 року Маріка підписав контракт з іспанським «Хетафе», де провів наступний сезон, зігравши у 27 матчах Ла Ліги, в яких забив 6 голів.
Влітку 2014 року Маріка підписав дворічний контракт з турецьким «Коньяспором», проте вже 15 жовтня 2015 року покинув турецький клуб, зігравши всього сім матчів у Суперлізі протягом 14 місяців, пропускаючи в основному через травми. Після цього тривалий час залишався вільним агентом.
14 січня 2016 року Маріка підписав контракт зі «Стяуа», таким чином, повернувшись до румунського клубу після 12 років. Він став 59-им футболістом, що грав за обидві головні бухарестські команди — «Динамо» і «Стяуа». Відтоді встиг відіграти за клуб 4 матчі в національному чемпіонаті.

## Виступи за збірні
Протягом 2003–2006 років залучався до складу молодіжної збірної Румунії. На молодіжному рівні зіграв у 10 офіційних матчах, забив 4 голи.
16 листопада 2003 року дебютував в офіційних матчах у складі національної збірної Румунії в товариському матчі проти збірної Італії, що завершилася поразкою з рахунком 0-1. 
У складі збірної був учасником чемпіонату Європи 2008 року в Австрії та Швейцарії, на якому, щоправда, жодного разу не вийшов на поле.
Наразі провів у формі головної команди країни 72 матч, забивши 25 голів.

## Статистика виступів

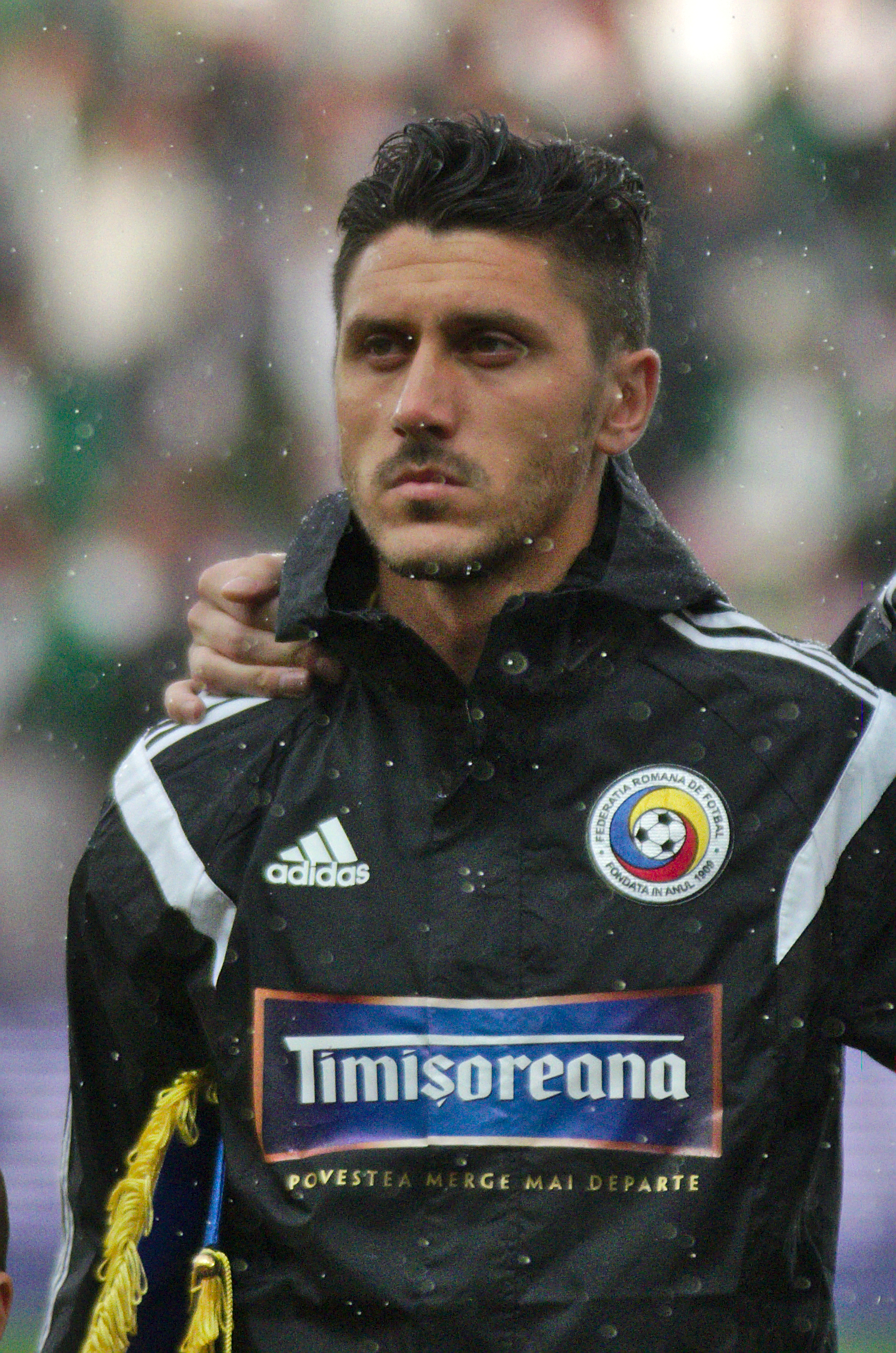
Чипріан Маріка у складі збірної Румунії. 4 червня 2014 року.

### Статистика клубних виступів
| Сезон                        | Команда                      | Чемпіонат                    | Чемпіонат | Чемпіонат | Національний кубок | Національний кубок | Національний кубок | Континентальні кубки | Континентальні кубки | Континентальні кубки | Інші змагання | Інші змагання | Інші змагання | Усього | Усього |
| Сезон                        | Команда                      | Ліга                         | Ігор      | Голів     | Ліга               | Ігор               | Голів              | Ліга                 | Ігор                 | Голів                | Ліга          | Ігор          | Голів         | Ігор   | Голів  |
| ---------------------------- | ---------------------------- | ---------------------------- | --------- | --------- | ------------------ | ------------------ | ------------------ | -------------------- | -------------------- | -------------------- | ------------- | ------------- | ------------- | ------ | ------ |
| 2003–04                      | «Шахтар» (Донецьк)           | ВЛ                           | 12        | 4         | КУ                 | 2                  | 0                  | ЛЧ                   | -                    | -                    | -             | -             | -             | 14     | 4      |
| 2004–05                      | «Шахтар» (Донецьк)           | ВЛ                           | 16        | 2         | КУ                 | 7                  | 0                  | ЛЧ+КУЄФА             | 9+0                  | 1                    | СУ            | 1             | 0             | 33     | 3      |
| 2005–06                      | «Шахтар» (Донецьк)           | ВЛ                           | 21        | 4         | КУ                 | 1                  | 1                  | ЛЧ+КУЄФА             | 2+7                  | 0+2                  | СУ            | 1             | 0             | 32     | 7      |
| 2006–07                      | «Шахтар» (Донецьк)           | ВЛ                           | 23        | 6         | КУ                 | 2                  | 0                  | ЛЧ+КУЄФА             | 8+3                  | 4+0                  | СУ            | 1             | 0             | 37     | 10     |
| 2007–08                      | «Шахтар» (Донецьк)           | ВЛ                           | 1         | 0         | КУ                 | -                  | -                  | ЛЧ                   | -                    | -                    | -             | -             | -             | 41     | 0      |
| Усього за «Шахтар» (Донецьк) | Усього за «Шахтар» (Донецьк) | Усього за «Шахтар» (Донецьк) | 73        | 16        |                    | 12                 | 1                  |                      | 29                   | 7                    |               | 3             | 0             | 117    | 24     |
| 2007–08                      | «Штутгарт»                   | БЛ                           | 28        | 2         | КН                 | 3                  | 0                  | ЛЧ                   | 4                    | 1                    | -             | -             | -             | 35     | 3      |
| 2008–09                      | «Штутгарт»                   | БЛ                           | 27        | 4         | КН                 | 3                  | 1                  | I+КУЄФА              | 2+9                  | 2+3                  | -             | -             | -             | 41     | 10     |
| 2009–10                      | «Штутгарт»                   | БЛ                           | 25        | 10        | КН                 | 2                  | 0                  | ЛЧ                   | 6                    | 1                    | -             | -             | -             | 33     | 11     |
| 2010–11                      | «Штутгарт»                   | БЛ                           | 13        | 3         | КН                 | 2                  | 0                  | ЛЄ                   | 9                    | 3                    | -             | -             | -             | 24     | 6      |
| Усього за «Штутгарт»         | Усього за «Штутгарт»         | Усього за «Штутгарт»         | 93        | 19        |                    | 10                 | 1                  |                      | 30                   | 10                   |               | -             | -             | 133    | 30     |
| 2011–12                      | «Шальке 04»                  | БЛ                           | 21        | 2         | КН                 | 1                  | 0                  | ЛЄ                   | 11                   | 1                    | СН            | 0             | 0             | 33     | 3      |
| 2012–13                      | «Шальке 04»                  | БЛ                           | 13        | 3         | КН                 | 3                  | 3                  | ЛЧ                   | 3                    | 0                    | -             | -             | -             | 19     | 6      |
| Усього за «Шальке 04»        | Усього за «Шальке 04»        | Усього за «Шальке 04»        | 34        | 5         |                    | 4                  | 3                  |                      | 14                   | 1                    |               | 0             | 0             | 52     | 9      |
| 2013–14                      | «Хетафе»                     | ПД                           | 27        | 6         | КІ                 | 2                  | 1                  | -                    | -                    | -                    | -             | -             | -             | 29     | 7      |
| 2014–15                      | «Коньяспор»                  | СЛ                           | 3         | 1         | КТ                 | 0                  | 0                  | -                    | -                    | -                    | -             | -             | -             | 3      | 1      |
| Усього за кар'єру            | Усього за кар'єру            | Усього за кар'єру            | 230       | 47        |                    | 28                 | 6                  |                      | 73                   | 18                   |               | 3             | 0             | 334    | 71     |

## Титули та досягнення
- Чемпіон Румунії (2):

«Динамо»: 2001–02, 2003–04
- Володар Кубка Румунії (2):

«Динамо»: 2002–03, 2003–04
- Чемпіон України (2):

«Шахтар» (Донецьк): 2004-05, 2005-06
- Володар Кубка України (1):

«Шахтар» (Донецьк): 2003-04
- Володар Суперкубка України (1):

«Шахтар» (Донецьк): 2005